# خدمة آمنة
الخدمة الآمنة هي تدريب سلامة الطعام وبرنامج الشهادة الذي تديره جمعية المطاعم الوطنية .البرنامج معتمد من قبل المعهد القومي الأمريكي للتنميط ومؤتمر حماية الغذاء .
شهادة الخدمة الآمنة مؤهّل أساسي يطلب من قبل العديد من المطاعم لموظفيهم الإداريين .

## وصلات خارجية
- موقع الخدمة الآمنة